# Kőszegfalvi György
Kőszegfalvi György (Újpest, 1932. április 20. –) magyar Pro Régió-díjas építészmérnök, várostervező mérnök, regionális tervező, tudományos kutató, egyetemi tanár. A műszaki tudományok kandidátusa (1966), a műszaki tudományok doktora (1976).

## Életpályája
1935-től Rákospalotán élt a MÁV lakótelepen. Rákospalotán végezte el az elemi iskola négy osztályát is. 1942–1950 között a Fasori Evangélikus Gimnáziumban tanult. Ukrajnában, a Kijevi Műszaki Egyetemen városrendezést, várostervezést tanult; 1955-ben diplomázott vörösdiplomával. 1955–1960 között a VÁTI-nál településrendezési terveken dolgozott (Pusztaszabolcs, Sátoraljaújhely, Ózd, Kecskemét, Nagybátony, Dunaújváros és Heves). 1960–1963 között részt vett a VÁTI regionális tervezési műhelyének megszervezésében. 1963–1966 között a minisztérium a szocialista országok berlini irodájába küldte, ahol városrendezés, regionális tervezés, településtudományi kutatások koordinálása volt a feladata. 1966–1969 között a VÁTI irodavezetője volt. 1969–1972 között az ÉGSZI munkatársa volt. 1970–1985 között a Magyar Tudományos Akadémia Településtudományi Bizottságának titkára, 1985–1991 között, valamint 1993–1996 között elnöke volt. 1972-től ismét a VÁTI-nál dolgozott. 1975–1992 között a VÁTI tudományos igazgató-helyettese volt. 1992-ben nyugdííjba vonult. 1992–2002 között a Janus Pannonius Tudományegyetem egyetemi tanára volt. 1995-ben habilitált. 

## Munkái

### Regionális tervek
- A magyar-csehszlovák határterület középső szakaszának magyar része (regionális tanulmány, 1961)
- Magyarország településhálózati alapterve (Bihaly Tamással, és Jókúti Ferenccel, 1961)
- Közép-Tiszavidék regionális tervtanulmánya (Várkonyi Miklóssal, 1967)
- Dráva-mente regionális tervtanulmánya (Zala Györggyel és Thuránszky Attilával, 1968)
- Magyar-Osztrák határmenti regionális tervtanulmány (1968)
- Országos Területrendezési Terv. A társadalmi, gazdasági szerkezet átalakulása közép fokú körzetenként (1977)
- Megyei településhálózatfejlesztési tervek felülvizsgálata (1978)
- Az országos településhálózatfejlesztési koncepció felülvizsgálata (1978)

### Kutatási, metodikai munkák
- Mezőgazdasági települések – falvak – tervezése (1963)
- A hosszú távú városfejlesztési koncepció és a közép távú városfejlesztési terv metodikája (1972)
- Az agglomerációk és agglomerálódó térségek területrendezési tervének tartalmi követelményei (Zala Györggyel, 1977)
- A magyarországi településrendszer strukturális változása (1981-1982)
- Az infrastruktúra fejlesztés új elvei, követelményei a területrendezésben (1987-1988)
- Az állam, a megyei és helyi tanácsok, a lakosság és az üzemek-vállalatok felelősség és szerepvállalásának lehetőségei és feltételei a települési infrastruktúra fejlesztésében, a közöttük kialakítandó munkamegosztás alapjai (1989-1990)
- A települések fejlődésének törvényszerűségei (Valér Évával, 1990)
- Városaink infrastrukturális ellátottsági viszonyai (1991)
- Javaslat a településügy törvényi szabályozásának szakmai koncepciójára (1995)

### Könyvei
- Városfejlesztés Magyarországon (Koródi Józseffel, 1971)
- Településfejlesztés és infrastruktúra (1976)
- A korszerű ipartelepítés alapjai (1978)
- Területfejlesztés (egyetemi tankönyv, 1978)
- Regionális tervezés (1982)
- Településfejlesztés, településpolitika (1985)
- Városok és falvak infrastruktúrája (Sikos T. Tamással, 1991)
- Hazánk középvárosai (egyetemi tankönyv, 1997)
- Településfejlesztés (Loydl Tamással, 1999, 2001)
- Magyarország településrendszere (2004)
- A területfejlesztés története Magyarországon 1945-1990 között (2008)

### Publikációi
- Közös és eltérő vonások a szocialista és tőkés országok városépítési gyakorlatában (Településtudományi közlemények, 1963)
- A területi jellegű gazdasági ösztönzők alkalmazásának tapasztalatai és továbbfejlesztésének lehetőségei (Településtudományi közlemények, 1971)
- A hosszú távú környezetvédelem-környezetalakítás koncepciójának főbb vonásai (Településtudományi közlemények, 1975)
- A regionális tervezés fejlesztésének néhány kérdése (Településtudományi közlemények, 1977)
- A magyarországi településrendszer strukturális átalakulásának sajátosságai (Településtudományi közlemények, 1980)
- A magyarországi települési rendszer helyzete, fejlődésének sajátosságai, fejlesztésének feladatai (Demográfia, 1981)
- Történeti áttekintés településviszonyaink tudatos alakításáról (Településtudományi közlemények, 1985)
- Településfejlesztés és műszaki haladás (A falu, 1987)
- A településfejlődés törvényszerűségei (Tér és társadalom, 1988)
- Új tendenciák a falu – város kapcsolatában (A falu, 1988)
- A szellemi infrastruktúra (Településtudományi közlemények, 1988)
- A települések infrastruktúra-fejlesztésének új feltételei és feladatai (Tér és társadalom, 1989)
- Ember és környezete közötti feltételek változásából fakadó konfliktusok (Településtudományi közlemények, 1989)
- A településfejlődés új feltételei (Tér és társadalom, 1994)
- Településrendszerünk fejlődésének tendenciái (Tér és társadalom, 1997)
- A magyarországi településrendszer strukturális változásainak sajátos vonásai (Területi statisztika, 2020)

## Díjai
- Akadémiai díj (1986)
- Prinz Gyula-díj (Professzori kategória, 1999)
- Pro Régió-díj (2005)